# Теофил Еротик
Теофил Еротик (на гръцки: Θεόφιλος Ἐρωτικός, Theophilos Erotikos, † сл. 1042) е византийски стратег и узурпатор против императрица Зоя на остров Кипър.
Теофил Еротик служи вероятно при император Роман III като протоспатарий. През 1035 или 1036 г. неговият последник Михаил IV го поставя след неуспешния бунт на сръбския архонт Стефан Войслав като управител на алс Диоклиция, централната част на днешна Черна гора. Войслав успява да избяга през зимата 1037/38 г. от затвора в Константинопол и се връща в Диоклиция, където въстава втори път успешно против Византия и от 1040 г. има тежки сражения с българския сепаратист Петър Делян. Еротик е свален от Войслав и изгонен от страната.
Скоро след това Теофил Еротик е назначен за стратег на Кипър. По време на разправиите за трона след свалянето на Михаил V през април 1042 г. той започва бунт, по време на който е убит императорският критий (съдия) Теофилакт, който отговарял и за събирането на провинциалните данъци. Новият император Константин IX изпраща флот под командването на Константин Чаге, който бързо потушава въстанието на кипърците и залавя Еротик. Въстаникът е отведен в Константинопол, където е публично унижен: облекли го в женски дрехи и го принудили да язди кон през хиподрума. След това имуществото му е конфискувано, а той е освободен. По-нататъшната му съдба е неизвестна.
Не трябва да се бърка с византийския учен Теофил Еротик (10 век).